# Kamanje

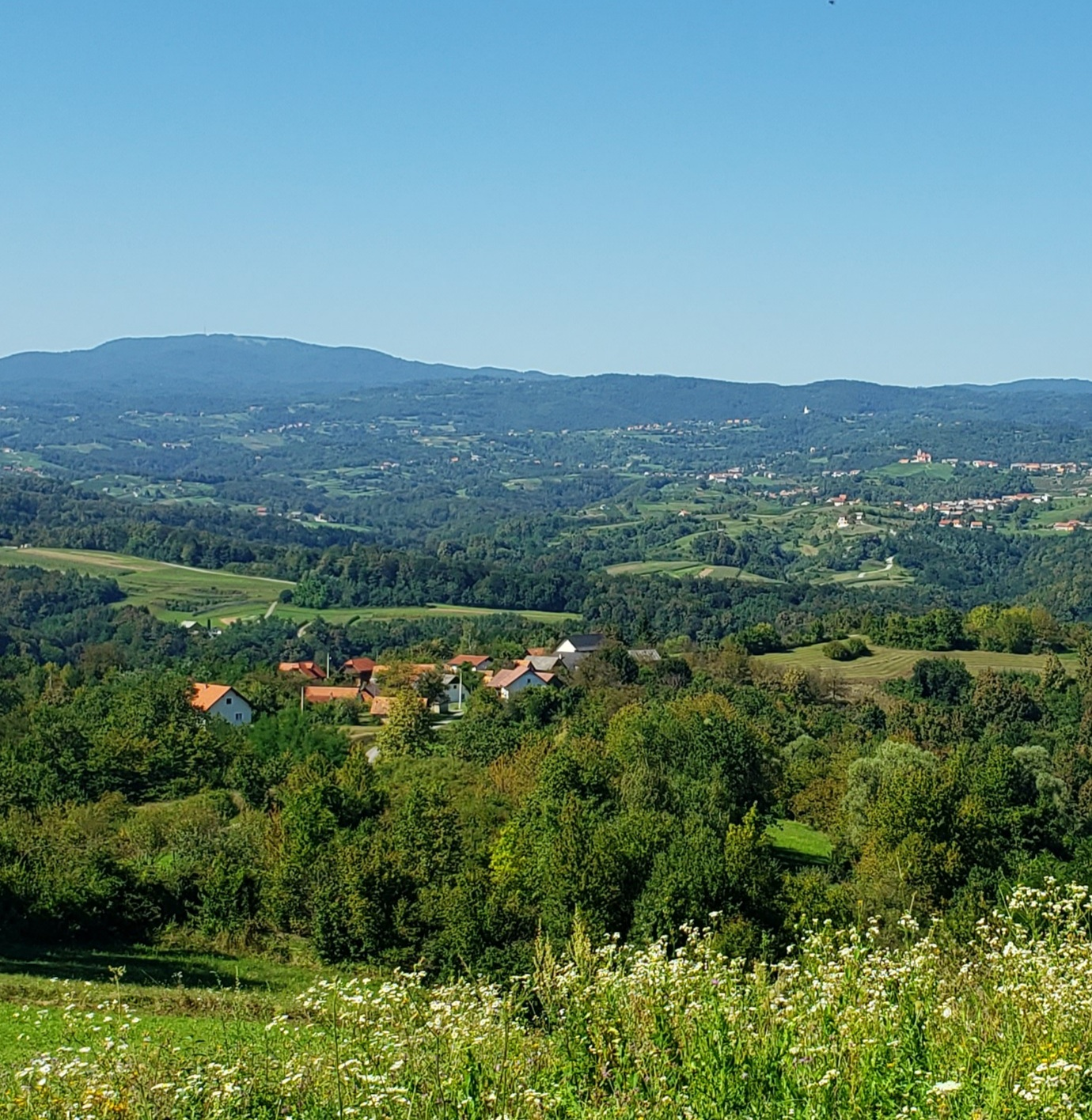
Paisaje del municipio de Kamanje

Kamanje es un municipio de Croacia situado en el condado de Karlovac. Según el censo de 2020, tiene una población de 834 habitantes.

## Demografía
El municipio abarca las siguientes localidades (población según censo de 2021):
- Brlog Ozaljski - 74
- Kamanje - 370
- Mali Vrh Kamanjski - 69
- Orljakovo - 165
- Preseka Ozaljska - 5
- Reštovo - 101
- Veliki Vrh Kamanjski - 50

| Gráfica de población de Kamanje 1857-2021 (localidad)              |
|                                                                    |
| Según los censos de población de la Oficina de Estadísticas Croata |